# Sanhaçu-frade
O sanhaçu-frade (Stephanophorus diadematus) é uma espécie sul-americana de ave passeriforme da família dos emberizídeos. Tais pássaros medem cerca de 19 cm de comprimento, contando com um bico grosso e corpo azul-purpúreo. É também conhecido como azulão-da-serra, cabeça-de-velha ou frade. Ocorre em Minas Gerais, Goiás, São Paulo, Paraná, Santa Catarina e Rio Grande do Sul.